# مصطفی نائیج‌پور
مصطفی نائیج‌پور (زادهٔ ۳ فروردین ۱۳۷۵ - نوشهر) بازیکن فوتبال اهل ایران است که در پست مدافع برای باشگاه فوتبالشهرداری نوشهر در لیگ آزادگان بازی می‌کند.
وی نخستین بازی خود برای سایپا را در هفتهٔ دوازدهم لیگ برتر ایران ۹۷–۱۳۹۶ مقابل باشگاه فوتبال نفت تهران انجام داد؛ وی در دقایق پایانی این دیدار به جای محمد عباس‌زاده وارد زمین شد.